# 杏滨街道
杏滨街道是中国福建省厦门市集美区下辖的一个街道办事处。

## 历史沿革
2004年，杏林镇撤销并设立杏滨街道。同时，从杏林街道划出日升、三秀、杏堤3个社区归杏滨街道，从杏滨街道划出西亭、内林、杏林、高浦4个村归杏林街道。

## 行政区划
杏滨街道共辖8个社区，分别是：锦鹤社区、日东社区、三秀社区、马銮社区、西滨社区、康城社区、前场社区、锦园社区。